# Nautilus pompilius
Nautilus pompilius is een inktvissensoort uit de familie Nautilidae. De soort is een aaseter die ook wel kleine levende prooien pakt als de kans zich voordoet.

## Naamgeving
De wetenschappelijke naam van de soort is gepubliceerd in 1758 door Linnaeus in de tiende editie van Systema naturae. Linnaeus beschreef de soort niet zelf. Hij volstond met de samenvatting "Nautilus testae apertura cordata, anfractibus contiguis obtusis laevibus" [Nautilus met een schaal (schelp) met een hartvormige opening, met een winding die glad op de aangrenzende aansluit], en citeerde vervolgens P. Belon (1553), J. Jonston (1650), M. Lister (1688), G.E. Rumphius (1705), F. Bonanni (1684), N. Gualtieri (1742), A.J. Dézallier d'Argenville (1742), J. Petiver (1713), idem (1702), J.P. Breyne (1732) en J.T. Klein (1753). De soort was dus al door ten minste tien andere auteurs afgebeeld en beschreven. Ook de naam Pompilos, wat "loods" betekent en waaronder het dier bij Plinius bekend was, werd al door enkele van de genoemde auteurs (Jonston, Rumphius, Gualtieri) gememoreerd. Linnaeus was degene die de soort als eerste het geldige binomen Nautilus pompilius gaf. Als typelocatie noemt hij India, waarmee in die tijd de hele regio Oost-Indië werd aangeduid.

## Verspreiding
Nautilus pompilius komt voor in het zoute water van het centrale deel van het Indopacifisch Gebied en heeft van alle soorten in het geslacht de grootste verspreiding. De soort komt niet samen voor met de nauw verwante en sterk gelijkende Nautilus belauensis.
Nautilus pompilius kent verschillende populaties. In het grootste deel van het verspreidingsgebied is de gemiddelde schelpdiameter bij volwassen dieren tussen 170 en 180 mm. Individuen van de populatie voor de westkust van Australië worden aanzienlijk groter, met een gemiddelde diameter van 222 mm.

## Verschil met verwante soorten
Van de twee Nautilus-soorten waarmee deze soort samen kan worden gevonden, N. macromphalus en N. stenomphalus, verschilt Nautilus pompilius door het ontbreken van een zichtbare navel in het centrum van de schelp: de laatste winding van de schelp bedekt de voorlaatste volledig.